# Фелипе-Каррильо-Пуэрто (Кинтана-Роо)
Фели́пе-Карри́льо-Пуэ́рто (исп. Felipe Carrillo Puerto) — город в Мексике, штат Кинтана-Роо, входит в состав одноимённого муниципалитета и является его административным центром. Численность населения, по данным переписи 2020 года, составила 30 754 человека.

## История
Город назван в честь губернатора Юкатана — Фелипе Каррильо Пуэрто.
15 октября 1850 года глава независимых майя основал столицу Нох Ках Санта Крус Балам Нах Кампокольче (исп. Noh Cah Santa Cruz Balam Nah Kampokolche).
Во время Юкатанской войны рас 4 января 1851 года город был переименован в Чан-Санта-Крус. Город был святилищем «Говорящих крестов» и столицей майя. Hаходящаяся в центральной части штата, территория вокруг города более полувека была сценой множества битв между майя и правительственными войсками.
После того как мексиканские войска под руководством генерала Игнасио Браво в 1901 году захватили город, Чан-Санта-Крус был переименован в Санта-Крус-де-Браво.
В 1932 году, после того, как с правами индейцев стали считаться, город получил своё настоящее имя.